# Burnin' Sky
Burnin' Sky je čtvrté studiové album britské rockové skupiny Bad Company. Jeho nahrávání probíhalo od července do srpna 1976 na Château d'Hérouville ve francouzském Hérouville. Album pak vyšlo až v březnu následujícího roku u vydavatelství Swan Song Records a Island Records. Autorem obalu je Hipgnosis.

## Seznam skladeb
| Pořadí         | Název              | Autor                                          | Délka |
| -------------- | ------------------ | ---------------------------------------------- | ----- |
| 1.             | Burnin' Sky        | Paul Rodgers                                   | 5:09  |
| 2.             | Morning Sun        | Rodgers                                        | 4:07  |
| 3.             | Leaving You        | Rodgers                                        | 3:23  |
| 4.             | Like Water         | Rodgers, Machiko Shimizu                       | 4:18  |
| 5.             | Knapsack           | Rodgers                                        | 1:20  |
| 6.             | Everything I Need  | Rodgers, Mick Ralphs, Simon Kirke, Boz Burrell | 3:22  |
| 7.             | Heartbeat          | Rodgers                                        | 2:36  |
| 8.             | Peace of Mind      | Kirke                                          | 3:22  |
| 9.             | Passing Timedgers  | Rodgers                                        | 2:30  |
| 10.            | Too Bad            | Rodgers (Ralphs)                               | 3:47  |
| 11.            | Man Needs Woman    | Rodgers                                        | 3:43  |
| 12.            | Master of Ceremony | Rodgers, Ralphs, Kirke, Burrell                | 7:10  |
| Celková délka: | Celková délka:     | Celková délka:                                 | 44:48 |

## Obsazení
Bad Company
- Paul Rodgers – zpěv, kytara, klavír, akordeon
- Mick Ralphs – kytara, klávesy
- Boz Burrell – baskytara
- Simon Kirke – bicí

Ostatní
- Mel Collins – saxofon
- Tim Hinkley – klávesy